# Miguel Ángel Martínez (futbolista español)
Miguel Ángel Martínez Martínez (Madrid, España; 16 de febrero de 1995) es un futbolista español. Juega de guardameta y su equipo actual es el Reggio Calabria de la Serie D de Italia.

## Trayectoria
A nivel juvenil, Martínez pasó por las inferiores del Atlético Madrid, Real Madrid y Getafe. Tras un paso por la Academia Nike de Inglaterra, Martínez fichó en el Catania italiano en 2016.
Luego de dos años en Catania, Martínez se incorporó al CF San Agustín de la Tercera División de España, y tras una temporada regresó al Catania.
El 20 de julio de 2021, Martínez fichó en el Triestina de la Serie C.
El 18 de agosto de 2022, el portero firmó por un año en el Pordenone.

## Estadísticas
Actualizado al último partido disputado el 5 de marzo de 2023.
| Club                 | Div.          | Temporada     | Liga  | Liga  | Copas nacionales | Copas nacionales | Copas internacionales | Copas internacionales | Total | Total |
| Club                 | Div.          | Temporada     | Part. | Goles | Part.            | Goles            | Part.                 | Goles                 | Part. | Goles |
| -------------------- | ------------- | ------------- | ----- | ----- | ---------------- | ---------------- | --------------------- | --------------------- | ----- | ----- |
| Catania · Italia     | 3.ª           | 2016-17       | 0     | 0     | —                | —                | —                     | —                     | 0     | 0     |
| Catania · Italia     | 3.ª           | 2017-18       | 1     | 0     | —                | —                | —                     | —                     | 1     | 0     |
| Catania · Italia     | Total club    | Total club    | 1     | 0     | 0                | 0                | 0                     | 0                     | 1     | 0     |
| San Agustín · España | 4.ª           | 2018-19       | 14    | 0     | —                | —                | —                     | —                     | 0     | 0     |
| San Agustín · España | Total club    | Total club    | 14    | 0     | 0                | 0                | 0                     | 0                     | 14    | 0     |
| Catania · Italia     | 3.ª           | 2019-20       | 3     | 0     | —                | —                | —                     | —                     | 3     | 0     |
| Catania · Italia     | 3.ª           | 2020-21       | 17    | 0     | —                | —                | —                     | —                     | 17    | 0     |
| Catania · Italia     | Total club    | Total club    | 20    | 0     | 0                | 0                | 0                     | 0                     | 20    | 0     |
| Triestina · Italia   | 3.ª           | 2021-22       | 10    | 0     | 1                | 0                | —                     | —                     | 11    | 0     |
| Triestina · Italia   | Total club    | Total club    | 10    | 0     | 1                | 0                | 0                     | 0                     | 11    | 0     |
| Pordenone · Italia   | 3.ª           | 2022-23       | 5     | 0     | 0                | 0                | —                     | —                     | 5     | 0     |
| Pordenone · Italia   | Total club    | Total club    | 5     | 0     | 0                | 0                | 0                     | 0                     | 5     | 0     |
| Total carrera        | Total carrera | Total carrera | 50    | 0     | 1                | 0                | 0                     | 0                     | 51    | 0     |

## Vida personal
Junto con su hermana y madre, administran un club deportivo en Madrid, el Club Deportivo Chamartín Vergara que fue fundado por el padre del futbolista.